# Lijst van voetbalinterlands Georgië - Hongarije
Deze lijst van voetbalinterlands is een overzicht van alle officiële voetbalwedstrijden tussen de nationale teams van Georgië en Hongarije. De landen hebben tot op heden twee keer tegen elkaar gespeeld. De eerste ontmoeting was een kwalificatiewedstrijd voor het Wereldkampioenschap voetbal 2002 en werd gespeeld in Boedapest op 6 juni 2001. Het laatste duel, de returnwedstrijd in dezelfde kwalificatiereeks, vond plaats op 1 september 2001 in Tbilisi.

## Wedstrijden
| № | Plaats    | Datum            | Competitie           | Wedstrijd           | Uitslag |
| - | --------- | ---------------- | -------------------- | ------------------- | ------- |
| 1 | Boedapest | 6 juni 2001      | WK 2002 kwalificatie | Hongarije − Georgië | 4 − 1   |
| 2 | Tbilisi   | 1 september 2001 | WK 2002 kwalificatie | Georgië − Hongarije | 3 − 1   |

## Samenvatting
| Competitie      | Totaal gespeeld | Winst Georgië | Gelijk | Winst Hongarije | Doelsaldo Georgië – Hongarije |
| --------------- | --------------- | ------------- | ------ | --------------- | ----------------------------- |
| WK-kwalificatie | 2               | 1             | 0      | 1               | 4 − 5                         |
| Totaal          | 2               | 1             | 0      | 1               | 4 − 5                         |

## Details

### Eerste ontmoeting
| WK 2002 kwalificatie (Boedapest, Hongarije, 6 juni 2001): |              | |
| Hongarije | 4 – 1        | Georgië |
| János Mátyus 40' Vilmos Sebők 45' (pen.) Attila Korsós 55' Attila Korsós 62'                                                                                   | goals        | 77' Levan Kobiasjvili |
| Bartalan Bicskei | bondscoach   | Davit Kipiani |
| Gábor Király György Korsós Tamás Pető János Mátyus Vilmos Sebők Gábor Halmai 69' Péter Kabát Krisztián Lisztes 80' Ferenc Horváth Béla Illés Attila Korsós 77' | opstellingen | Irakli Zoidze Levan Kobiasjvili Valeri Abramidze Aleksandr Rechviasjvili Zoerab Chizanisjvili 67' Kacha Kaladze 67' Georgi Nemsadze Artsjil Arveladze Temoeri Ketsbaia 53' Micheil Kavelasjvili Sjota Arveladze |
| Pál Dárdai 69' Tibor Dombi 77' Miklós Lendvai 80' | wissels      | 53' Giorgi Kinkladze 67' Sevast Todoea 67' Revaz Kemoklidze |
| Gábor Halmai 6' János Mátyus 20' Ferenc Horváth 40' | gele kaarten | 14' Georgi Nemsadze 85' Valeri Abramidze |

### Tweede ontmoeting
| WK 2002 kwalificatie (Boedapest, Hongarije, 6 juni 2001): |              | |
| Georgië | 3 – 1        | Hongarije |
| Sjota Arveladze 32' Gotsja Dzjamaraoeli 53' Aleksander Iasjvili 64' | goals        | 43' János Mátyus |
| Aleksandre Tsjivadze | bondscoach   | Bartalan Bicskei |
| David Gvaramadze Levan Kobiasjvili Zoerab Chizanisjvili Aleksandr Rechviasjvili Kacha Kaladze Levan Tsikitisjvili 73' Georgi Nemsadze Micheil Kavelasjvili 46' Gotsja Dzjamaraoeli Giorgi Kinkladze Sjota Arveladze 62' | opstellingen | Gábor Király György Korsós Tamás Pető János Mátyus Vilmos Sebők 58' Gábor Halmai Péter Kabát Krisztián Lisztes 62' Ferenc Horváth 66' Béla Illés Attila Korsós |
| Aleksander Iasjvili 46' Georgi Demetradze 62' Edik Sadzjaia 73' | wissels      | 58' Pál Dárdai 62' Attila Tököli 66' Miklós Lendvai |
| Georgi Demetradze 90+2' | gele kaarten | 23' Tamás Pető 43' Attila Korsós 56' Krisztián Lisztes 58' Gábor Halmai                                                                                        |
| Aleksandr Rechviasjvili 42', 65' | rode kaarten | |
| - Laatste duel van Hongarije onder leiding van bondscoach Bertalan Bicskei. |              | |

GFF · A-internationals · Bondscoaches · Statistieken · Georgisch vrouwenelftal · Georgië U21 · Georgië U20 · Georgië U19 · Georgië U18 · Georgië U17 · Georgië U16
1990 – 1999 ·
2000 – 2009 ·
2010 – 2019 ·
2020 − 2029
1990 · 
1991 · 
1992 · 
1993 · 
1994 · 
1995 · 
1996 · 
1997 · 
1998 · 
1999 · 
2000 · 
2001 · 
2002 · 
2003 · 
2004 · 
2005 · 
2006 · 
2007 · 
2008 · 
2009 · 
2010 · 
2011 · 
2012 · 
2013 · 
2014 · 
2015 ·
2016 ·
2017 ·
2018 ·
2019 ·
2020 ·
2021 ·
2022 ·
2023 ·
2024
Albanië ·
Andorra ·
Armenië ·
Azerbeidzjan ·
Bosnië en Herzegovina ·
Bulgarije ·
Cyprus ·
Denemarken ·
Duitsland ·
Egypte ·
Engeland ·
Estland ·
Faeröer ·
Finland ·
Frankrijk ·
Gibraltar ·
Griekenland ·
Hongarije ·
Ierland ·
IJsland ·
Iran ·
Israël ·
Italië ·
Jordanië ·
Kameroen ·
Kazachstan ·
Kosovo ·
Kroatië ·
Letland ·
Libanon ·
Liechtenstein ·
Litouwen ·
Luxemburg ·
Malta ·
Marokko ·
Moldavië ·
Mongolië ·
Montenegro · 
Nederland ·
Nieuw-Zeeland ·
Nigeria ·
Noord-Ierland ·
Noord-Macedonië ·
Noorwegen ·
Oekraïne ·
Oezbekistan ·
Oostenrijk ·
Paraguay ·
Polen ·
Portugal ·
Qatar ·
Roemenië ·
Rusland ·
Saint Kitts en Nevis ·
Saoedi-Arabië ·
Schotland ·
Servië ·
Slovenië ·
Slowakije ·
Spanje ·
Thailand ·
Tsjechië ·
Tunesië ·
Turkije ·
Uruguay ·
Verenigde Arabische Emiraten ·
Wales ·
Wit-Rusland ·
Zuid-Afrika ·
Zuid-Korea ·
Zweden ·
Zwitserland
MLSZ · A-internationals · Selecties · Bondscoaches · Hongaars vrouwenelftal · Olympisch elftal · Hongarije U21 · Hongarije U20 · Hongarije U19 · Hongarije U18 · Hongarije U17 · Hongarije U16
1902 – 1919 · 
1920 – 1929 · 
1930 – 1939 · 
1940 – 1949 · 
1950 – 1959 · 
1960 – 1969 · 
1970 – 1979 · 
1980 – 1989 · 
1990 – 1999 · 
2000 – 2009 · 
2010 – 2019 ·
2020 − 2029
EK's:
1964 · 
1972 · 
2016 ·
2020 ·
2024
WK's:
1934 · 
1938 · 
1954 · 
1958 · 
1962 · 
1966 · 
1978 · 
1982 · 
1986
OS:
1912 · 
1924 · 
1936 · 
1952 · 
1960 · 
1964 · 
1968 · 
1972 · 
1996
1902 · 
1903 · 
1904 · 
1905 · 
1906 · 
1907 · 
1908 · 
1909 · 
1910 · 
1911 · 
1912 · 
1913 · 
1914 · 
1915 · 
1916 · 
1917 · 
1918 · 
1919 · 
1920 · 
1921 · 
1922 · 
1923 · 
1924 · 
1925 · 
1926 · 
1927 · 
1928 · 
1929 · 
1930 · 
1931 · 
1932 · 
1933 · 
1934 · 
1935 · 
1936 · 
1937 · 
1938 · 
1939 · 
1940 · 
1941 · 
1942 · 
1943 · 
1944 · 
1945 · 
1946 · 
1947 · 
1948 · 
1949 · 
1950 · 
1952 · 
1952 · 
1953 · 
1954 · 
1955 · 
1956 · 
1957 · 
1958 · 
1959 · 
1960 · 
1961 · 
1962 · 
1963 · 
1964 · 
1965 · 
1966 · 
1967 · 
1968 · 
1969 · 
1970 · 
1971 · 
1972 · 
1973 · 
1974 · 
1975 · 
1976 · 
1977 · 
1978 · 
1979 · 
1980 · 
1981 · 
1982 · 
1983 · 
1984 · 
1985 · 
1986 · 
1987 · 
1988 · 
1989 · 
1990 · 
1991 · 
1992 · 
1993 · 
1994 · 
1995 · 
1996 · 
1997 · 
1998 · 
1999 · 
2000 · 
2001 · 
2002 · 
2003 · 
2004 · 
2005 · 
2006 · 
2007 · 
2008 · 
2009 · 
2010 · 
2011 · 
2012 · 
2013 · 
2014 · 
2015 ·
2016 ·
2017 ·
2018 ·
2019 ·
2020 ·
2021 ·
2022 ·
2023 ·
2024
Albanië ·
Algerije ·
Andorra · 
Antigua en Barbuda ·
Argentinië ·
Armenië ·
Australië ·
Azerbeidzjan ·
België ·
Bohemen ·
Bolivia ·
Bosnië en Herzegovina ·
Brazilië ·
Bulgarije ·
Canada ·
Chili ·
China ·
Colombia ·
Costa Rica ·
Cyprus ·
Denemarken ·
DDR ·
Duitsland ·
Egypte ·
El Salvador ·
Engeland ·
Estland ·
Faeröer ·
Finland ·
Frankrijk ·
Georgië ·
Griekenland ·
Ierland ·
IJsland ·
India ·
Iran ·
Israël ·
Italië ·
Ivoorkust ·
Japan ·
Joegoslavië ·
Jordanië ·
Kazachstan · 
Koeweit ·
Kosovo · 
Kroatië ·
Letland ·
Libanon ·
Liechtenstein ·
Litouwen ·
Luxemburg ·
Malta ·
Mexico ·
Moldavië ·
Montenegro ·
Nederland ·
Nederlands-Indië ·
Nieuw-Zeeland ·
Noord-Ierland ·
Noord-Macedonië ·
Noorwegen ·
Oekraïne ·
Oostenrijk ·
Paraguay ·
Peru ·
Polen ·
Portugal ·
Qatar ·
Roemenië ·
Rusland ·
San Marino ·
Saoedi-Arabië ·
Schotland ·
Servië ·
Slovenië ·
Slowakije ·
Sovjet-Unie ·
Spanje ·
Tsjechië ·
Tsjecho-Slowakije ·
Turkije ·
Uruguay ·
Verenigde Arabische Emiraten ·
Verenigde Staten ·
Verenigd Koninkrijk ·
Wales ·
Wit-Rusland ·
Zuid-Korea ·
Zweden ·
Zwitserland
Brazilië (1954) · 
Duitsland (2021) ·
Frankrijk (2021) · 
IJsland (2016) · 
Italië (1938) · 
Oostenrijk (2016) · 
Portugal (2021) · 
West-Duitsland (1954, 2)